# Rajkovac
Rajkovac es una población rural de la municipalidad de Mladenovac, en el distrito de Belgrado, Serbia.

## Superficie
Posee una superficie de 8,994 kilómetros cuadrados.

## Demografía
Hasta 2011 la población era de 1932 habitantes, con una densidad de población de 214,8 habitantes por kilómetro cuadrado.